# Socuéllamos
Socuéllamos é um município da Espanha na província de Ciudad Real, comunidade autónoma de Castilla-La Mancha, de área 370,69 km² com população de 12918 habitantes (2006) e densidade populacional de 33,67 hab/km².

## Demografia
| Variação demográfica do município entre 1991 e 2004 | Variação demográfica do município entre 1991 e 2004 | Variação demográfica do município entre 1991 e 2004 | Variação demográfica do município entre 1991 e 2004 |
| --------------------------------------------------- | --------------------------------------------------- | --------------------------------------------------- | --------------------------------------------------- |
| 1991                                                | 1996                                                | 2001                                                | 2004                                                |
| 11                                                  | 11046                                               | 11667                                               | 12600                                               |